# Fondation Gottfried Keller
Pour les articles homonymes, voir Gottfried Keller et Keller.
La Fondation Gottfried Keller est une fondation artistique suisse, gérée depuis 1891 par l'Administration fédérale des finances et portant le nom de l'écrivain Gottfried Keller.

## Histoire
En 1890, Lydia Welti-Escher, fille d'Alfred Escher et épouse du fils du conseiller fédéral Emil Welti, lègue son patrimoine à la Confédération suisse dans le but de créer la fondation qui porte le nom de l'écrivain Gottfried Keller. 
Celle-ci acquiert des œuvres significatives d'artistes suisses et étrangers décédés et les dépose dans les musées ou les remet à leur emplacement d'origine (stalles de Saint-Urbain). Sa collection comprend plus de 7500 peintures, sculptures et objets d'art, déposés dans une centaine de musées suisses. 

## Acquisitions
La fondation a notamment acquis le couvent de Saint-Georges à Stein am Rhein en 1926 ainsi que le panorama Wocher de Thoune en 1960. En 1920, elle acquit la première version de L'Île des morts (Böcklin) qui est conservée au Kunstmuseum de Bâle.
Elle a contribué à la sauvegarde d'édifices anciens en rachetant leur aménagement intérieur (le château de Wülflingen à Winterthour, la maison Supersaxo à Sion ou le palais Freuler à Näfels). Son patrimoine a fondu au cours du XXe siècle et elle n'a pu atteindre ses objectifs que grâce à l'aide supplémentaire de la Confédération.

## Sources
- (de) Cet article est partiellement ou en totalité issu de l’article de Wikipédia en allemand intitulé « Gottfried Keller-Stiftung » (voir la liste des auteurs).

1. ↑  Office fédéral de la Culture, « Fondation fédérale Gottfried Keller » (consulté le 19 septembre 2007).
2. ↑  Office fédéral de la culture, « Histoire de la fondation » (consulté le 19 septembre 2007).
3. ↑  (de) «Gottfried Keller-Stiftung: Ausleihe und Reproduktionen »(Archive.org • Wikiwix • Archive.is • Google • Que faire ?), sur bundesmuseen.ch, 13 décembre 2014 (consulté le 5 décembre 2014).